# Mactan
Mactan là một đảo có dân cư đông đúc tại Philippines, chỉ cách đảo Cebu vài km. Đảo Mactan thuộc tỉnh Cebu và được phân chia giữa thành phố Lapu-Lapu và khu tự quản Cordova. Đảo tách biệt với Cebu qua eo biển Mactan, song có hai cầu qua eo biển này là cầu Marcelo Fernan và cầu Mactan-Mandaue. Đảo có diện tích khoảng 65 km², có khoảng 470 nghìn cư dân, do đó là đảo có mật độ dân số cao nhất toàn quốc. Sân bay quốc tế Mactan-Cebu nằm trên đảo Mactan.
Mactan vỗn dĩ đã là một khu dân cư hưng thịnh trước khi người Tây Ban Nha đến thuộc địa hoá vào thế kỷ 16. Nhà thám hiểm Ferdinand Magellan đến đảo vào năm 1521 và tham gia chiến tranh giữa các vương quốc bản địa. Kết quả là ông bị giết chết trong một trận chiến với người cai trị đảo là Datu Lapu-Lapu.
Ngoài sân bay, hiện nay đảo Mactan còn được chú ý vì có các nhà máy công nghiệp, một số nhà máy thuộc vào nhóm thành công nhất toàn quốc. Nhiều nhà máy được đặt tại Khu chế xuất Mactan (MEPZ), khu này được mở vào năm 1979 và có nhiều doanh nghiệp đến từ Nhật Bản. Ngoài ra, đảo Mactan còn có ngành du lịch cao cấp và sản xuất đồ nội thất, nhạc cụ.